# Niederdornberg-Deppendorf
Niederdornberg-Deppendorf ist ein Stadtteil von Bielefeld in Nordrhein-Westfalen und gehört zum Stadtbezirk Dornberg. Bis zur kommunalen Neugliederung 1973 war Niederdornberg-Deppendorf eine Gemeinde im Amt Dornberg des Landkreises Bielefeld.

## Geografie
Die Stadt Bielefeld ist unterhalb der zehn Bezirke nicht weiter in administrative Einheiten gegliedert. Der informelle Stadtteil Niederdornberg-Deppendorf bildet heute einen Teil des statistischen Bezirks 44 Niederdornberg-Schröttinghausen.
Bis heute besteht Niederdornberg-Deppendorf aus zwei getrennten Siedlungsgebieten, die von landwirtschaftlich genutzten Flächen umgeben sind. Niederdornberg, das sich in der Umgebung des Bauernhofs Meyer zu Wendischhof und des ehemaligen Bahnhofs Dornberg der Bielefelder Kreisbahnen entwickelt hatte, liegt zwischen den Bielefelder Ortsteilen Großdornberg und Babenhausen. Deppendorf liegt etwa einen Kilometer nordwestlich von Niederdornberg an der Straße zwischen Großdornberg und Schröttinghausen.
Deppendorf wird vom Schwarzbach durchflossen. Der Hasbach führt westlich an Niederdornberg vorbei und mündet östlich von Deppendorf in den Schwarzbach.

## Geschichte
Niederdornberg, früher auch Niederbauerschaft genannt, war bis zur Franzosenzeit eine Bauerschaft im Kirchspiel Dornberg, das ursprünglich zur Vogtei Brackwede und seit 1692 zur Vogtei Werther im Amt Sparrenberg der Grafschaft Ravensberg gehörte.
Deppendorf war ursprünglich ein adliges Gut im Kirchspiel Dornberg, wobei der Hof Deppendorf von 1723 bis 1773 Verwaltungssitz der Vogtei Werther war. Der Name „Deppendorf“ ist von einer alten sächsischen Bezeichnung für „Die Siedlung des Dietmar“ abgeleitet. 1776 wurden die Ländereien des Hofes Deppendorf von König Friedrich II. an 20 siedlungswillige Neubauern vererbpachtet. Seit dieser Zeit kann man auch von Deppendorf als einer Bauerschaft sprechen.
Von 1807 bis 1810 gehörten Niederdornberg und Deppendorf zum Kanton Werther im Distrikt Bielefeld des Königreichs Westphalen, das von Jérôme, dem Bruder Napoleons regiert wurde.

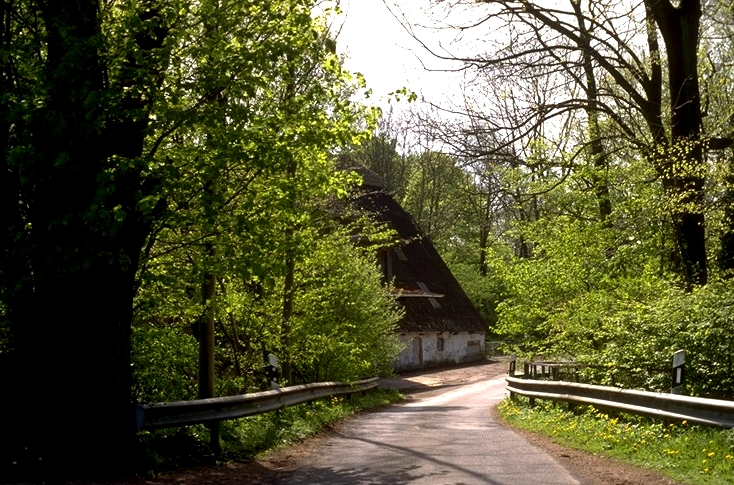
Deppendorfer Wassermühle, aus dem Blickwinkel des Malers Peter August Böckstiegel

1811 änderte sich die Verwaltungsgliederung, da der Norden des Distrikts Bielefeld von Frankreich annektiert wurde. Niederdornberg verblieb im Königreich Westphalen und gehörte nun zum Kanton Schildesche. Deppendorf hingegen wurde Teil von Frankreich und gehörte nun bis 1813 zum Kanton Werther im Arrondissement Minden des Departements der Oberen Ems.
Als nach der Napoleonischen Zeit im Jahre 1816 in der preußischen Provinz Westfalen Kreise gebildet wurden, kam Niederdornberg zum Kreis Bielefeld und Deppendorf zunächst zum Kreis Halle; bereits am 20. April 1817 wurde Deppendorf aber vom Kreis Halle in den Kreis Bielefeld umgegliedert.
Seit 1845 bildeten beide Orte eine Gemeinde im 1843 gebildeten Amt Dornberg.
Mit dem Bielefeld-Gesetz wurde die Gemeinde am 1. Januar 1973 in die Stadt Bielefeld eingegliedert und dort dem Stadtbezirk Dornberg zugeordnet.

### Einwohnerentwicklung
| Jahr | Einwohner | Quelle |
| ---- | --------- | ------ |
| 1799 | 0472      | [ 12 ] |
| 1843 | 0711      | [ 13 ] |
| 1885 | 0599      | [ 14 ] |
| 1910 | 0474      | [ 15 ] |
| 1939 | 0426      | [ 14 ] |
| 1950 | 0644      | [ 16 ] |
| 1961 | 0778      | [ 11 ] |
| 1966 | 1001      | [ 17 ] |
| 1970 | 1232      | [ 11 ] |
| 1972 | 1539      | [ 18 ] |

Die Stadt Bielefeld weist für Niederdornberg-Deppendorf keine eigene Einwohnerzahl aus. Der Ortsteil gehört zum Bielefelder statistischen Bezirk 44 Niederdornberg-Schröttinghausen.

## Söhne und Töchter der Stadt
- Heinrich Beiderbecke (1845–1936), Missionar der Rheinischen Missionsgesellschaft, in Deppendorf geboren
- Maja Göpel (* 1976), Politökonomin, in Deppendorf aufgewachsen[19]